# قلعه گاه نوین
قلعه گاه نوین در شهرستان سروآباد، بخش اورامان تخت، روستای نوین واقع شده و این اثر در تاریخ ۱۹ مرداد ۱۳۸۴ با شمارهٔ ثبت ۱۲۸۰۹ به‌عنوان یکی از آثار ملی ایران به ثبت رسیده است.